# Lyndon, Vermont
Lyndon är en kommun (town) i Caledonia County i delstaten Vermont i USA. Vid folkräkningen år 2000 bodde 5 448 personer på orten. Den har enligt United States Census Bureau en area på totalt 103,1 km², varav 0,1 km² är vatten.

## Kända personer från Lyndon
- Charles W. Willard, politiker